# Сантьяго Кабрера
Сантьяго Кабрера (нар. 5 травня 1978) — венесуельський актор чилійського походження.

## Біографія
Сантьяго — син чилійського дипломата і домогосподарки, народився в Каракасі, Венесуела, жив у Торонто, Лондоні, Мадриді і Румунії. Коли йому виповнилося 15, сім'я повернулася до Чилі. Будучи капітаном футбольної команди, в середній школи, Сантьяго в основному займався легкою атлетикою, аж поки викладач театрального гуртка порадив йому спробувати себе в акторському мистецтві. Протягом трьох років навчання в Drama Centre London Сантьяго відточував свою майстерність.
Паралельно з навчанням Сантьяго знявся в британських телесеріалах «Battles of Britain», «Суддя Джон Дід», «Привиди» і «Та невже». Після закінчення The Drama Centre він зіграв Монтано у виставі «Отелло» у Королівському Театрі Нортгемптона. Також у 2006 році він зіграв у фільмі «Любов та інші нещастя» разом з Бріттані Мерфі і Меттью Різом.
На американському телебаченні він з'явився в серіалі «Імперія», де зіграв Октавіана Августа. Найбільше він відомий роллю Айзека Мендеса, художника з серіалу «Герої». Він також зіграє Ланселота в серіалі BBC «Мерлін».
Сантьяго вільно говорить іспанською, англійською, французькою та італійською мовами. Він дуже добре грає в теніс, хокей, займається дайвінгом. 20 січня 2007 під час вечірньої програми «Vivo Mun2» на NBC Кабрера розповів, що професійно займався футболом до того, як остаточно вирішив податися в актори. Він також стверджував, що Club Deportivo Universidad Católica — його улюблена футбольна команда. Кабрера називає Сантьяго своїм рідним містом, зараз він живе в Лондоні.
7 вересня 2008 і 8 червня 2014 Кабрера брав участь в Soccer Aid, британському благодійному футбольному матчі, організованому на підтримку Дитячого фонду ООН.

## Фільмографія
| Рік       | Українська назва         | Оригінальна назва                         | Роль              | Примітки |
| --------- | ------------------------ | ----------------------------------------- | ----------------- | -------- |
| 2003      | Привиди                  | Spooks                                    | Каміло Енрікес    |          |
| 2003      | Суддя Джон Дід           | Judge John Deed                           | Карлос Федір      |          |
| 2004      | Гавань                   | Haven                                     | Джин              |          |
| 2005      | Імперія                  | Empire                                    | Октавіан Август   |          |
| 2005      | Шекспір на новий лад     | ShakespeaRe-Told: The Taming of the Shrew |                   |          |
| 2006      | Любов та інші катастрофи | Love and Other Disasters                  | Паоло             |          |
| 2006-2009 | Герої                    | Heroes                                    | Айзек Мендес      |          |
| 2007      | Гол 2: Життя як мрія     | Goal II: Living the Dream                 | Дієго Рівера      |          |
| 2008      | Герої без масок          | Heroes Unmasked                           | оповідач          |          |
| 2008      | Че                       | Che                                       | Каміло Сьєнфуегос |          |
| 2008–2011 | Мерлін                   | Merlin                                    | Ланселот          |          |
|           | Сім днів на Землі        |                                           | Бен               |          |
| 2010      | Життя риб                | La vida de los peces                      | Андрес            |          |
| 2011      | Таємні операції          | Covert Affairs                            | Ксав'є            |          |
| 2011      | Алькатрас                | Alcatraz                                  | Джиммі Діккенс    |          |
| 2012      | Крістіада                | For Greater Glory                         | Батько Вега       |          |
| 2012      | Хемінгуей і Геллхорн     | Hemingway & Gellhorn                      | Роберт Капа       |          |
| 2012      | Декстер                  | Dexter                                    | Містер Прайс      |          |
| 2012–2013 | Анна Кареніна            | Anna Karenina                             | Вронський         |          |
| 2014-2016 | Мушкетери                | The Musketeers                            | Араміс            |          |
| 2024–2025 | Прибиральниця            | The Cleaning Lady                         | Хорхе Санчес      |          |